# Chrysotachina tropicalis
Chrysotachina tropicalis là một loài ruồi trong họ Tachinidae.